# Čerín, Banská Bystrica
Čerín este o comună slovacă, aflată în districtul Banská Bystrica din regiunea Banská Bystrica. Localitatea se află la altitudinea de 405 m deasupra n.m., se întinde pe o suprafață de 11,53 km2 și în 2017 număra 448 de locuitori.

## Istoric
Localitatea Čerín este atestată documentar din 1300.

## Demografie
| An:                | 1994 | 2004    | 2014   | 2024   |
| ------------------ | ---- | ------- | ------ | ------ |
| Număr de persoane: | 397  | 437     | 459    | 446    |
| Diferență:         |      | +10,07% | +5,03% | −2,83% |

| An:                | 2023 | 2024   |
| ------------------ | ---- | ------ |
| Număr de persoane: | 456  | 446    |
| Diferență:         |      | −2,19% |